# Бат, Патрисия
Патрисия Ира Бат (англ. Patricia Bath; 4 ноября 1942 года; Нью-Йорк, США — 30 мая 2019 года; Сан-Франциско) — американский врач-офтальмолог, учёный-инноватор и изобретатель некоторых способов избежания слепоты.
Её достижения включают изобретение нового устройства и методики для лечения катаракты и назначение на пост преподавателя кафедры офтальмологии в Ronald Reagan UCLA Medical Center в 1983 году. Она является первой афроамериканской женщиной, окончившей ординатуру по офтальмологии и получившей медицинский патент. Патрисия изобрела зонд Laserphaco для лечения катаракты в 1986 году.

## Жизнь
Родилась 4 ноября 1942 года в Гарлеме (Нью-Йорк, США). Её отец был бывшим морским пехотинцем, и любил рассказывать дочери о путешествиях и различных культурах, а мать, обычная домохозяйка, пробудила интерес Патрисии к науке ещё в малом возрасте, подарив ей химический набор.
Девочка добросовестно занималась интеллектуальными занятиями, развивала свои способности и в возрасте 16 лет стала одной из немногих, кто получил право на посещение семинаров по исследованиям рака, которые были организованы Национальным научным фондом. Руководитель программы был удивлён способностям Бат, в итоге включив её результаты в научную работу, которую позже изложил на конференции.
После окончания средней школы всего за два года Бат отправилась в Хантерский колледж, где в 1964 году получила степень бакалавра. Потом она поступила в Медицинский колледж университета Говарда в Вашингтоне, округ Колумбия, чтобы получить медицинскую степень. Закончив колледж с отличием, Патрисия проходила интернатуру в больнице Гарлем с 1968 до 1969 года и получала стипендию по офтальмологии в Колумбийском университете с 1969 до 1970 годы. После стажировки доктор Бат окончила обучение в Нью-Йоркском университете между 1970 и 1973 годами, где она была первой афроамериканской резиденткой в офтальмологии. Вскоре Патрисия вышла замуж и родила дочь Эраку (1972).
Во время стажировки Бат быстро заметила, что в клинике в Гарлеме половина пациентов были слепыми или слабовидящими. В клинике Колумбии, наоборот, было очень мало слепых пациентов. Это наблюдение побудило её провести ретроспективное эпидемиологическое исследование, которое подтвердило, что слепота среди чернокожих случается чаще, чем среди белых. Она пришла к выводу, что высокое распространение слепоты среди чернокожих обусловлено отсутствием доступа к офтальмологической помощи. В результате она предложила новую дисциплину, известную как общественная офтальмология, которая сейчас распространена во всём мире. Общественная офтальмология объединяет в себе аспекты охраны здоровья, медицины и клинической офтальмологии, чтобы предложить первичную помощь недооценённому населению. Волонтёры-окулисты посещали центры для пожилых и детей для проверки зрения и обследования на катаракту, глаукому и другие угрожающие состояния глаз. Эта помощь спасала зрение многих людей, чьи проблемы иначе не были бы диагностированы и не лечились.
Бат читала лекции на международном уровне и написала более 100 статей.

## Офтальмология
В 1973 году Патрисия Бат стала первой афроамериканкой, прошедшей ординатуру в офтальмологии. В следующем году она переехала в Калифорнию, чтобы работать доцентом хирургии в университете Чарльза Р. Дрю, а также в Калифорнийском университете в Лос-Анджелесе.
В 1975 году Бат стала первой женщиной-преподавателем на кафедре офтальмологии в Институте глаз Жуля Стейна при Калифорнийском университете в Лос-Анджелесе.
В 1976 году Бат стала соучредителем Американского института профилактики слепоты, который установил, что «Зрение является основным правом человека». К 1983 году Бат помогла создать программу обучения офтальмологии для резидентов Калифорнийского университета в Лос-Анджелесе, которую она также возглавляла, и, к тому же, стала первой женщиной в стране, занявшей такой пост .

## Изобретение Laserphaco
В 1981 году Бат начала работу над своим самым известным изобретением: Laserphaco Probe (1986). Используя лазерную технологию, учёная создала устройство для менее болезненного и более точного лечения катаракты. Она получила патент на устройство в 1988 году, став первой афроамериканской женщиной-врачом, получившей патент в медицинских целях (она также имеет патенты в Японии, Канаде и Европе). С помощью зонда Laserphaco Бат смогла помочь вернуть зрение людям, которые были слепыми более 30 лет. В 1993 году Бат ушла со своего поста в медицинском центре UCLA и стала почётным членом его медицинского персонала. В том же году она была названа «пионером академической медицины Университета Говарда».

Самая большая страсть доктора Бат — борьба со слепотой — продолжалась вплоть до её смерти, случившейся в мае 2019 года. Её «личный лучший момент» произошёл во время гуманитарной миссии в Северной Африке, когда она вернула зрение женщины, которая была слепой в течение тридцати лет, путём имплантации кератопротеза. 
«Возможность вернуть зрение — это самая высокая награда», — говорила Патрисия Ира Бат.

## Смерть
Бат умерла 30 мая 2019 года в медицинском центре Калифорнийского университета в Сан-Франциско от осложнений, связанных с раком, в возрасте 76 лет.